# HD 31093
HD 31093 (även HIP 22573 eller HR 1559) är ett dubbelstjärnsystem som är beläget 268 ljusår från jorden i Gravstickeln. Det har en skenbar magnitud på 5,82 och består av en huvudserie stjärnor.